# Chaubardia gehrtiana
Chaubardia gehrtiana é uma espécie de planta do gênero Chaubardia e da família Orchidaceae.

## Taxonomia
A espécie foi descrita em 1969 por Leslie A. Garay.
Os seguintes sinônimos já foram catalogados:
- Warczewiczella gehrtiana  Hoehne
- Chaubardia heloisae  (Ruschi) Garay
- Hoehneella heloisae  Ruschi
- Hoehneella gehrtiana  (Hoehne) Ruschi

## Forma de vida
É uma espécie epífita e herbácea.

## Descrição
| Flor                | Flor               |
| ------------------- | ------------------ |
| sépala e pétala cor | verde              |
| labelo cor          | branco             |
| lobo mediano forma  | obovado/oblongo    |
| lobo mediano ápice  | arredondado/retuso |
| calo forma          | hipocrepiforme     |
| calo textura        | carinal radial     |
| calo margem         | denteada           |

## Conservação
A espécie faz parte da Lista Vermelha das espécies ameaçadas do estado do Espírito Santo, no sudeste do Brasil. A lista foi publicada em 13 de junho de 2005 por intermédio do decreto estadual nº 1.499-R.

## Distribuição
A espécie é encontrada nos estados brasileiros de Espírito Santo e São Paulo. 
A espécie é encontrada no domínio fitogeográfico de Mata Atlântica, em regiões com vegetação de floresta ombrófila pluvial.